# Акбарпур (Рамабайнагар)
Акбарпур (англ. Akbarpur, хинди अकबरपुर) — город на севере Индии, в штате Уттар-Прадеш, административный центр округа Рамабайнагар.

## География
Город находится в южной части Уттар-Прадеша, на высоте 126 метров над уровнем моря.
Акбарпур расположен на расстоянии приблизительно 100 километров к юго-западу от Лакхнау, административного центра штата и на расстоянии 350 километров к юго-востоку от Нью-Дели, столицы страны.

## Демография
По данным официальной переписи 2001 года численность населения города составляла 17 368 человек, из которых мужчины составляли 53,3 %, женщины — соответственно 46,7 %. Уровень грамотности взрослого населения составлял 56,8 %. Уровень грамотности среди мужчин составлял 62 %, среди женщин — 50,8 %. 17,5 % населения составляли дети до 6 лет.

## Транспорт
Имеется железнодорожное сообщение. Ближайший аэропорт расположен в Канпуре.